# ایکس- ۱۵ (فیلم)
«ایکس-۱۵» (انگلیسی: X-15) یک فیلم سینمایی آمریکایی در ژانر فیلم ماجراجویی و هوانوردی به کارگردانی ریچارد دانر است که در سال ۱۹۶۱ میلادی اکران شد.

## بازیگران
- دیوید مک‌لین
- چارلز برانسون
- برد دکستر
- کنت توبی
- جیمز گریگوری
- مری تایلر مور
- جیمز استوارت
- جیمز گرگوری